# Universiteit van St Andrews
De Universiteit van St Andrews in St Andrews (Schotland) is de oudste universiteit van Schotland en, na Oxford en Cambridge, de oudste universiteit van de Engelssprekende wereld. De universiteit werd gesticht in 1410, bevestigd met een pauselijke bul van Benedictus XIII in 1413.
St Andrews wordt beschouwd als de beste universiteit van Schotland en een van de beste Britse universiteiten. De universiteit stond in 2022 op de tweede plaats in de lijst van beste universiteiten van The Times en op de eerste plaats van The Guardian. In The Guardian University Ranking van 2023 en 2024 bereikte St. Andrews een hogere plaats dan de universiteiten van Cambridge en Oxford, iets wat niet eerder is bereikt door een Britse universiteit. 
. Ook in de Good University Guide van 2022, werd St. Andrews gerangschikt als de beste universiteit van het Verenigd Koninkrijk, de eerste keer dat een universiteit boven Oxford en Cambridge stond in Britse ranglijsten. Wanneer rekening wordt gehouden met de grootte van de universiteit, staat St. Andrews op de tweede plaats van alle kleine tot middelgrote universiteiten wereldwijd, volgens statistieken van de QS Intelligence Unit in 2015.
Het is een relatief kleine universiteit met zo'n 8600 studenten en 1800 faculteitsleden. De universiteit omvat verschillende colleges: St John's College (gesticht in 1418), St Salvator's College (1450), St. Leonard's College (1511) en St Mary's College (1537). In 1747 fuseerden St Salavator's en St Leonard's tot het United College of St Salvator and St Leonard.
De universiteit is lid van de 1994 Group, een coalitie van kleinere Britse universiteiten die zich intensief met onderzoek bezighouden.

## Wetenswaardigheden
Prins William ontmoette zijn vrouw Kate Middleton op de universiteit terwijl ze hier beiden studeerden.

## Rectors
De Lord Rector van de universiteit wordt om de drie jaar door de studenten gekozen. Enkele bekende rectors waren:
- Charles Neaves (1800-1876), theoloog en rechter, rector 1872-1874
- John Stuart Mill (1806-1873), liberaal denker, econoom en politicus, rector 1865-1868
- Andrew Carnegie (1835-1919), Schots-Amerikaanse ondernemer en filantroop, rector 1901-1907
- Arthur Balfour (1848-1930), Brits premier, rector 1886-1889
- Douglas Haig (1861-1928), Brits opperbevelhebber aan het westelijk front tijdens de Eerste Wereldoorlog, rector 1916-1919
- Rudyard Kipling (1865-1936), schrijver van het Jungleboek, winnaar van de Nobelprijs voor de Literatuur in 1907, rector 1922-1925
- James Barrie (1860-1937), schrijver van Peter Pan, rector 1919-1922
- Fridtjof Nansen (1861-1930), Noorse ontdekkingsreiziger, wetenschapper en diplomaat, winnaar van de Nobelprijs voor de Vrede in 1922, rector 1925-1928
- Jan Smuts (1870-1950), premier van de Unie van Zuid-Afrika, Brits veldmaarschalk tijdens de Tweede Wereldoorlog, speelde een belangrijke rol in het vestigen van de Volkenbond en de Verenigde Naties, rector 1931-1934
- John Cleese (1939), komiek en acteur, rector 1970-1973

## Studenten
- Jacobus II (1430-1460), koning van Schotland
- William Dunbar (1460-1520), dichter
- Gavin Douglas (1474-1522), bisschop, vertaalde de Aeneis in het Schots
- David Lyndsay (1490-1555), dichter
- John Knox (1510-1572), Schotse reformator
- John Napier (1550-1617), wiskundige, uitvinder van logaritmes
- James Crichton (1560-1582), uomo universale
- John Graham, 1e burggraaf van Dundee (1648-1689), militair en jacobitische volksheld, bijgenaamd Bonnie Dundee
- James Gregory (1638-1675), wiskundige en astronoom
- John Witherspoon (1723-1794), een van ondertekenaars van de Amerikaanse Onafhankelijkheidsverklaring
- James Wilson (1742-1798), een van ondertekenaars van de Amerikaanse grondwet
- Edward Jenner (1749-1823), ontwikkelaar van het pokken-vaccin
- Robert Fergusson (1750-1774), dichter
- James Ivory (1765-1842), wiskundige
- Alexander Berry (1781-1873), ontdekkingsreiziger, vestigde de eerste Europese kolonie op de zuidkust van New South Wales
- Walter Haworth (1883-1950), winnaar van de Nobelprijs voor de Scheikunde
- Gordon Gray (1910-1993), Brits kardinaal
- Russell Kirk (1918-1994), Amerikaanse conservatieve denker, historicus en schrijver
- James Black (1924), winnaar van de Nobelprijs voor de Geneeskunde
- Alan MacDiarmid (1927-2007), winnaar van de Nobelprijs voor de Scheikunde
- Fay Weldon (1931), feministische schrijfster
- Ian McDiarmid (1944), Tony-bekroonde acteur en regisseur, bekend als Palpatine in Star Wars
- Timothy Williams (1946), schrijver
- Alex Salmond (1954-2024), premier van Schotland en leider van de Scottish National Party
- Siobhan Redmond (1959), actrice
- Hazel Irvine (1965), sportcommentator
- Alastair Reynolds (1966), sciencefictionschrijver
- Crispin Bonham-Carter (1969), acteur
- Dominic Sandbrook (1974), historicus
- Chris Hoy (1976), wielrenner en roeier, olympisch kampioen
- Sarah Hall (1974), schrijfster
- William, prins van Wales (1982), oudste zoon van koning Charles III en prinses Diana
- Catherine, prinses van Wales (1982), vrouw van Prins William